# Pachycondyla berthoudi
Pachycondyla berthoudi är en myrart som först beskrevs av Auguste-Henri Forel 1890.  Pachycondyla berthoudi ingår i släktet Pachycondyla och familjen myror.

## Underarter
Arten delas in i följande underarter:
- P. b. berthoudi
- P. b. pubescens

## Bildgalleri

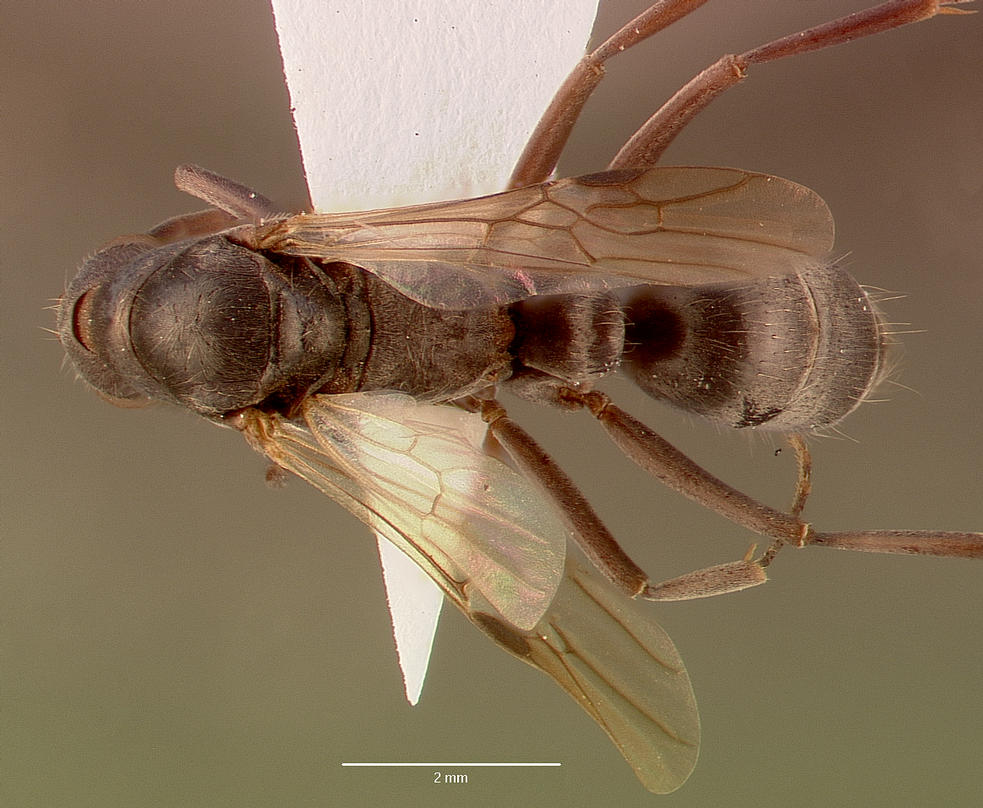
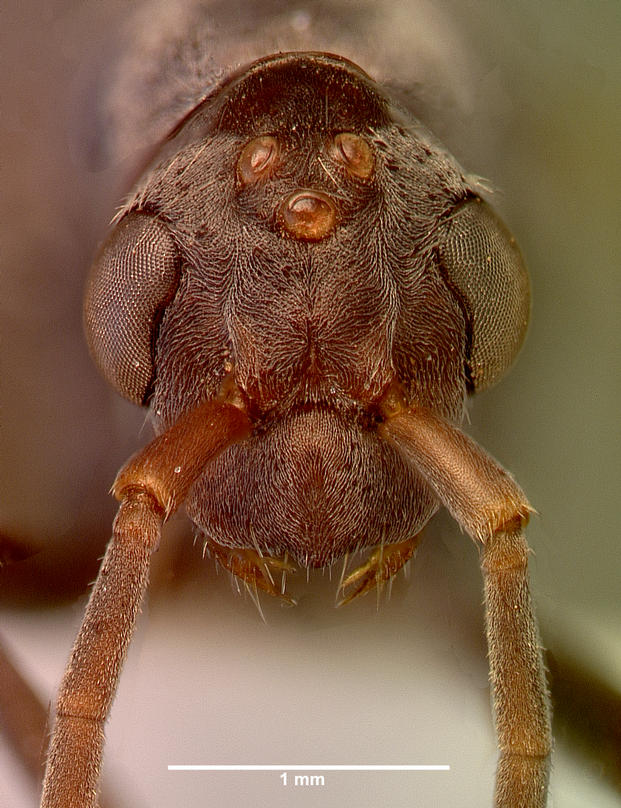
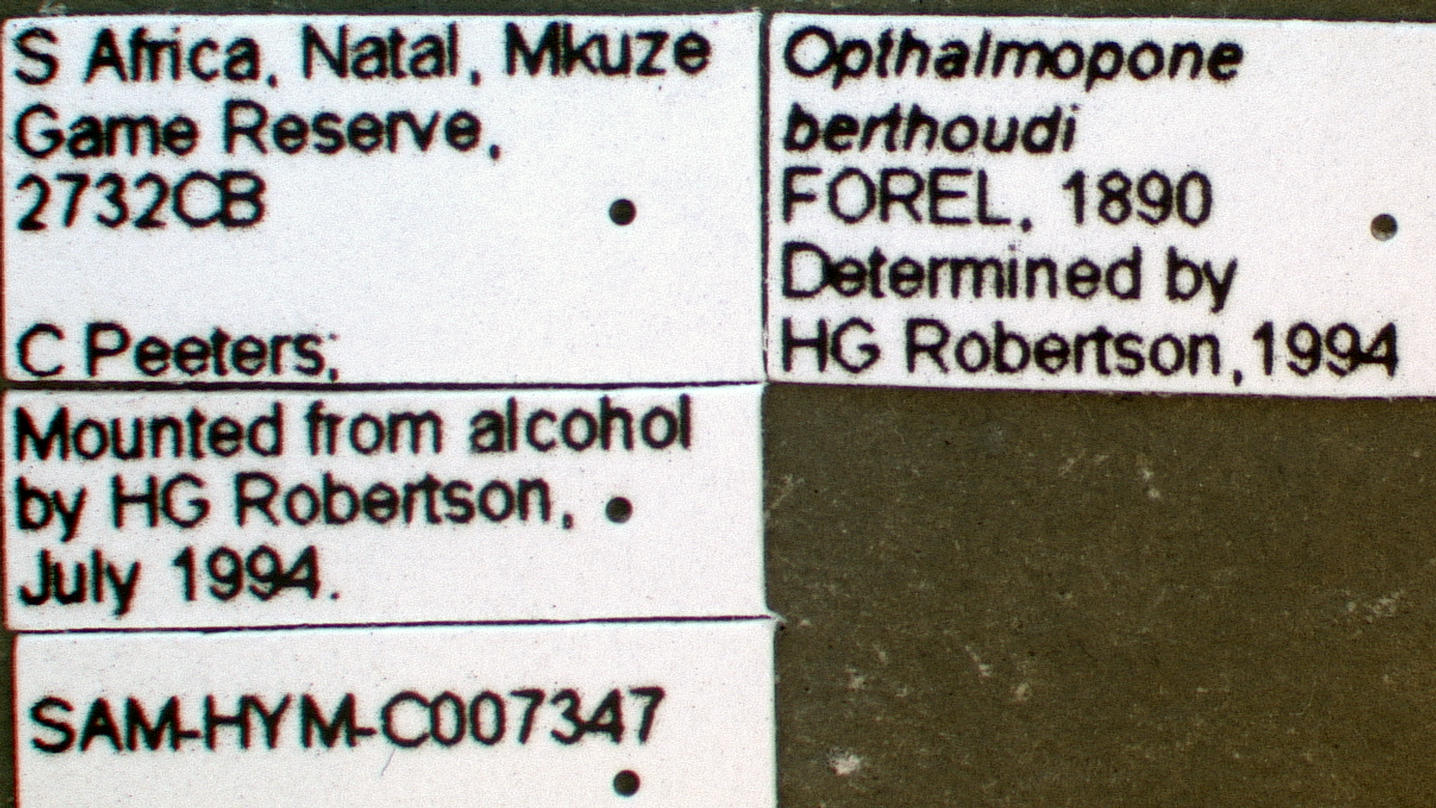
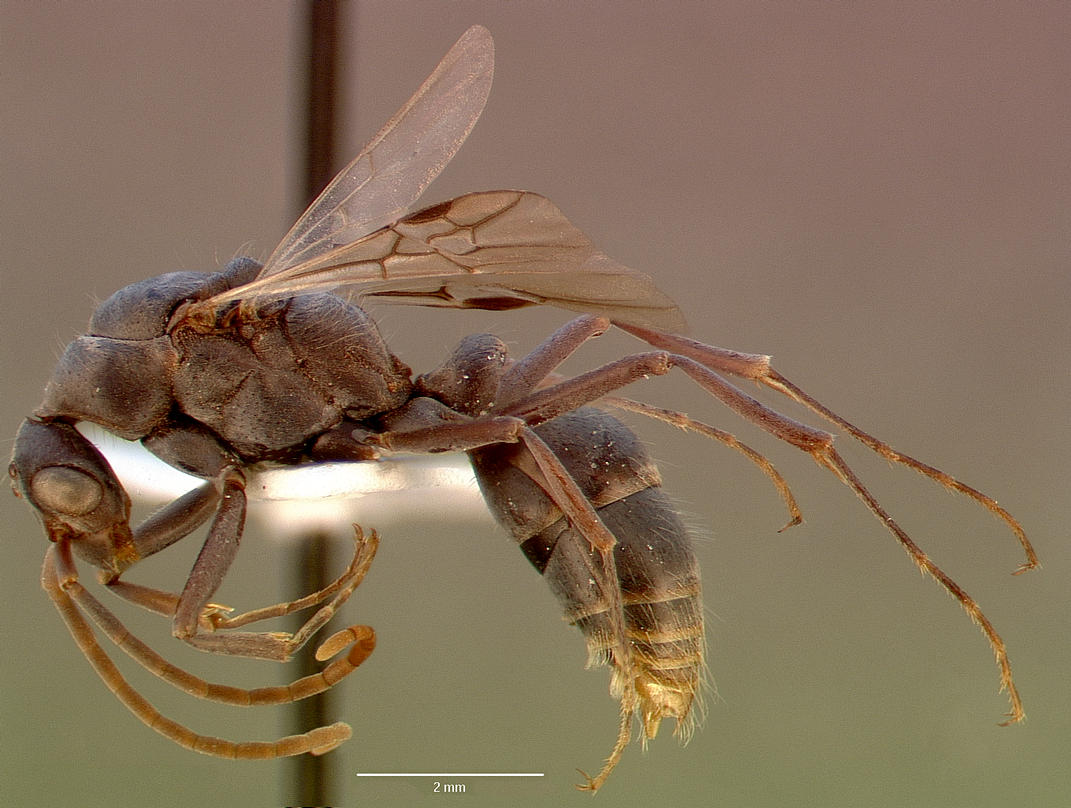
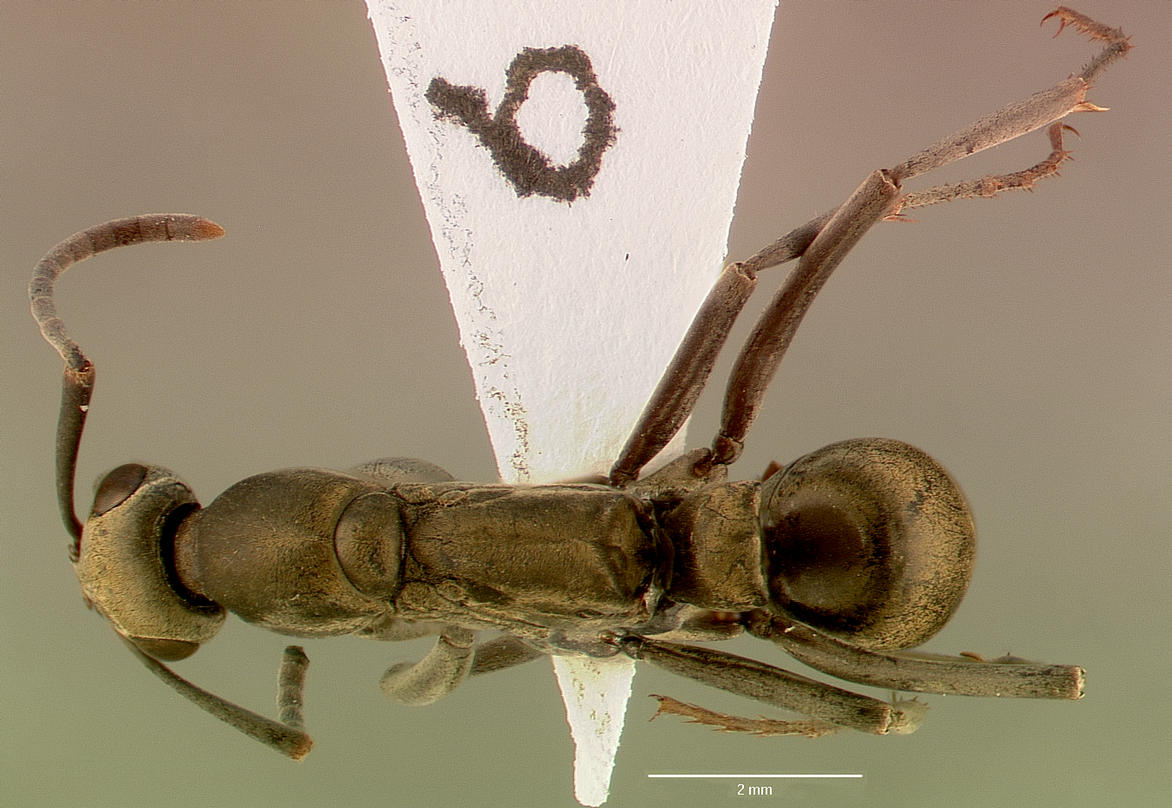
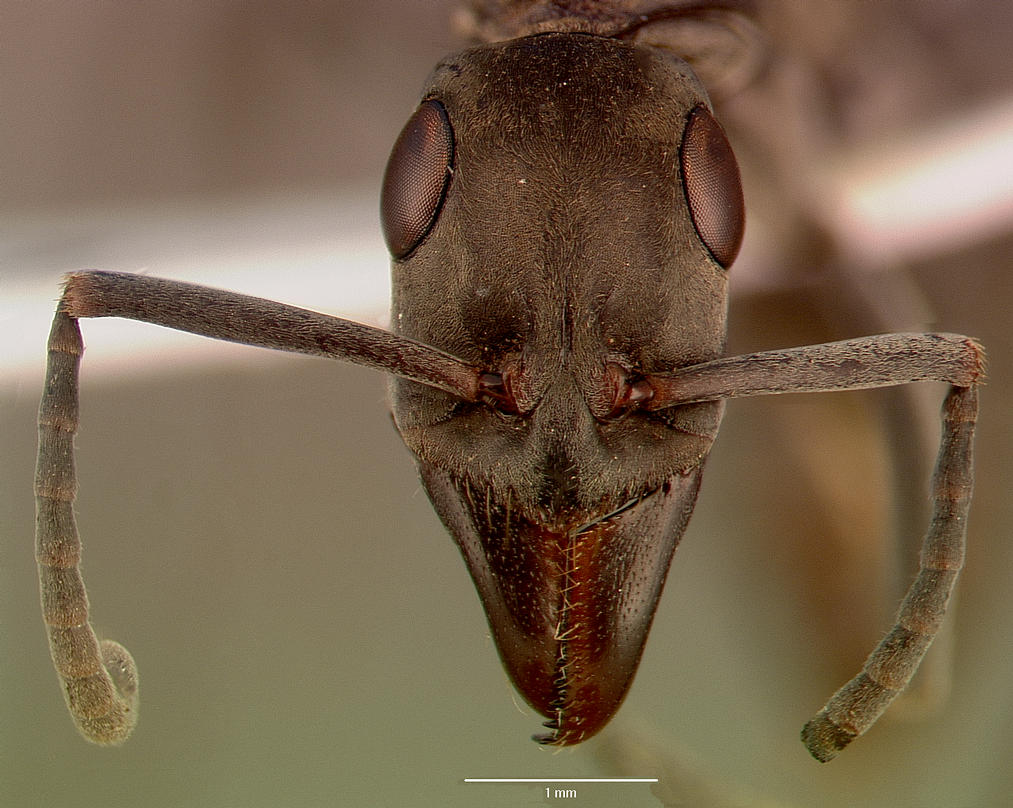